# Festival Internacional de Cine de Berlín de 1960
La 10ª edición del Festival de Cine de Berlín se llevó a cabo desde el 24 de junio al 5 de julio de 1960 con el Zoo Palast como sede principal. El Oso de Oro fue otorgado a la cinta española El Lazarillo de Tormes dirigida por César Fernández Ardavín.

## Jurado
Las siguientes personas fueron escogidas para el jurado de esta edición:
Jurado oficial
- Harold Lloyd, actor, director y productor (EE. UU.) - Presidente
- Georges Auric, compositor (Francia)
- Henry Reed, compositor (Reino Unido)
- Sohrab Modi, actor, director y productor (India)
- Floris Luigi Ammannati, director del Festival Internacional de Cine de Venecia (Italia)
- Hidemi Ima, director (Japón)
- Joaquín de Entrambasaguas, filólogo e historiógrafo (España)
- Frank Wisbar, director y guionista (RFA)
- Georg Ramseger, escritor (RFA)
- Werner R. Heymann, compositor (RFA)
- Eva Staar (RFA)

Jurado de cortometrajes y documentales
- Johannes Eckardt, (RFA) - Presidente
- Tahar Cheriaa, (Túnez)
- Ludwig Gesek, (Austria)
- Lars Krantz, (Sweden)
- Edwin Redslob, (RFA)
- Roberto Alejandro Tálice, (Argentina)
- Semih Tuğrul, (Turquía)

## Películas en competición
La siguiente lista presenta a las películas que compiten por Oso de Oro:
| Título en español         | Título original           | Director(es)                                       | País          |
| ------------------------- | ------------------------- | -------------------------------------------------- | ------------- |
| Al final de la escapada   | À bout de souffle         | Jean-Luc Godard                                    | Francia       |
| Biyaya ng lupa            | Biyaya ng lupa            | Manuel Silos                                       | Filipinas     |
| Das Glas Wasser           | Das Glas Wasser           | Helmut Käutner                                     | RFA           |
| Doa al karawan            | Doa al karawan            | Henry Barakat                                      | Egipto        |
| El Lazarillo de Tormes    | El Lazarillo de Tormes    | César Fernández Ardavín                            | España/Italia |
| Eroika                    | Eroika                    | Michael Cacoyannis                                 | Grecia        |
| Fin de fiesta             | Fin de fiesta             | Leopoldo Torre Nilsson                             | Argentina     |
| Gureumeun heulleogado     | Gureumeun heulleogado     | Yu Hyun-mok                                        | Corea del Sur |
| El estafador              | Il mattatore              | Dino Risi                                          | Italia        |
| La herencia del viento    | Inherit the Wind          | Stanley Kramer                                     | EE. UU.       |
| Jokyô                     | Jokyô                     | Kōzaburō Yoshimura, Kon Ichikawa y Yasuzo Masumura | Japón         |
| Kaks' tavallista Lahtista | Kaks' tavallista Lahtista | Ville Salminen                                     | Finlandia     |
| Kirmes                    | Kirmes                    | Wolfgang Staudte                                   | Francia-RFA   |
| Los juegos del amor       | Les jeux de l'amour       | Philippe de Broca                                  | Francia       |
| Thās̄ k̄hxng c̄hạn           | Thās̄ k̄hxng c̄hạn           | Ubol Yugala                                        | Tailandia     |
| Nai Kiran                 | Nai Kiran                 | S. M. Agha                                         | Pakistán      |
| El hermano mayor          | Nianchan                  | Shōhei Imamura                                     | Japón         |
| Pickpocket                | Pickpocket                | Robert Bresson                                     | Francia       |
| Puberun                   | Puberun                   | Prabhat Mukherjee                                  | India         |
| Bajo diez banderas        | Sotto dieci bandiere      | Duilio Coletti                                     | Italia        |
| Sängkammartjuven          | Sängkammartjuven          | Göran Gentele                                      | Suecia        |
| El amargo silencio        | The Angry Silence         | Guy Green                                          | Reino Unido   |
| Tro, håb og trolddom      | Tro, håb og trolddom      | Erik Balling                                       | Dinamarca     |
| Venner                    | Venner                    | Tancred Ibsen                                      | Dinamarca     |
| Río salvaje               | Wild River                | Elia Kazan                                         | EE. UU.       |

| Documental y cortometraje     |                                        |                 |
| Título original               | Director(s)                            | País            |
| Austria Gloriosa              | Edmund von Hammer                      | Austria         |
| Ballon vole                   | Jean Dasque                            | Francia         |
| Diario                        | Juan Berend                            | Argentina       |
| Faja lobbi                    | Herman van der Horst                   | Países Bajos    |
| Jungle Cat                    | James Algar                            | EE. UU.         |
| Hafenrhythmus                 | Wolf Hart                              | RFA             |
| Mandara                       | René Gardi                             | Suiza           |
| Nguoi con cua bien ça         | Director desconocido                   | Vietnam del Sur |
| Homens do Brasil              | Nelson Marcellino de Carvalho          | Brasil          |
| Le songe des chevaux sauvages | Denys Colomb de Daunant                | Francia         |
| Der Spielverderber            | Ferdinand Diehl y Boris von Borresholm | RFA             |
| I vecchi                      | Raffaele Andreassi                     | Italia          |
| Village Sunday                | Stewart Wilensky                       | EE. UU.         |

## Palmarés
Los siguientes premios fueron entregados por el jurado profesional:
- Oso de Oroː El Lazarillo de Tormes de César Fernández Ardavín
- Oso de Plataː Jean-Luc Godard por Al final de la escapada
- Oso de Plata a la mejor actriz: Juliette Mayniel por Kirmes
- Oso de Plata al mejor actor: Fredric March por La herencia del viento
- Oso de Plata. Premio extraordinario del jurado: Los juegos del amor de Philippe de Broca

Premios de Cortometrajes y documentales
- Oso de Oro (Documental): Faja lobbi de Herman van der Horst
- Mención de honor (Documental): Mandara de René Gardi
- Oso de Oro al mejor cortometraje: Le songe des chevaux sauvages de Denys Colomb de Daunant
- Oso de Plata al mejor cortometraje: ex aequo
Der Spielverderber de Ferdinand Diehl y Boris von Borresholm
I vecchi de Raffaele Andreassi
Diario de Juan Berend
- Oso de Plata Premio Extraordinario del jurado (Corto): Hest på sommerferie de Astrid Henning-Jensen
- Mención de honor (Corto): Austria Gloriosa de Edmund von Hammer y Hafenrhythmus de Wolf Hart

Premios de jurado independientes
- Premio FIPRESCIː El amargo silencio de Guy Green
- Premio OCICː El amargo silencio de Guy Green
- Premio C.I.D.A.L.C.ː El Lazarillo de Tormes de César Fernández Ardavín
- Premio a la juventud (Jugendfilmpreis):
- Mejor largometraje adecuado para jóvenes: La herencia del viento de Stanley Kramer
  - Mención de honor:  El amargo silencio de Guy Green
- Mejor documental adecuado para jóvenes: Jungle Cat de James Algar
  - Mención de honor: Mandara de René Gardi
  - Mejor cortometraje adecuado para jóvenes: Người con của biển cả (director desconocido)
  - Mención de honor: Ballon vole de Jean Dasque